# Motor City Rock
1976-ban Csehszlovákiában – eredetileg cím nélkül – jelent meg az LGT Motor City Rock című nagylemeze. A dalokat angolul énekelték, a felvételek a Supraphon dejvicei stúdiójában készültek 1975 októberében. 1978-ban – immár Motor City Rock címmel és új borítóval – ismét kiadták, és a Supraphon Magyarországra és a többi szocialista országba exportálta, így pótolandó az amerikai albumokat.

## Az album dalai

### Első oldal
1. Rock Yourself Away (Ringasd el magad) (Presser Gábor/Adamis Anna) – 5:05
2. Blue Woman (Kék asszony) (Presser Gábor/Adamis Anna) – 4:45
3. Serenade to My Love (If I Had One) (Szerenád – szerelmemnek, ha lenne) (Presser Gábor/Adamis Anna) – 3:00
4. Endless Rain (Az eső és én) (Somló Tamás/Adamis Anna) – 6:45

### Második oldal
1. I Love You Frisco (Ülök a járdán) (Somló Tamás/Adamis Anna) – 4:00
2. Hammer-Handed Half Man (A tengelykezű félember) (Presser Gábor/Adamis Anna) – 5:15
3. Lady of the Night (Álomarcú lány) (Somló Tamás/Adamis Anna) – 4:15
4. Motor City Love (Szólj rám, ha hangosan énekelek) (Presser Gábor/Adamis Anna) – 5:30

## Kiadások
| Év   | Kiadó     | Formátum | Sorszám               | Megjegyzések              |
| ---- | --------- | -------- | --------------------- | ------------------------- |
| 1976 | Supraphon | LP       | Supraphon 1 13 1920 H |                           |
| 1978 | Supraphon | LP       | Supraphon 1 13 1920   | Az album exportváltozata. |

## Közreműködők
- Karácsony János – ének, gitár
- Laux József – dob, ütőhangszerek
- Presser Gábor – ének, billentyűs hangszerek, szájharmonika
- Somló Tamás – ének, basszusgitár, altszaxofon, hegedű
- Adamis Anna – versek
- Dely István – konga
- Dés László – tenorszaxofon
- Gőz László – harsona
- Neumayer Károly – trombita

### Produkció
- Jiří Brabec, Gustav Houdek – hangmérnök
- Jan Spálený, Jan Hrábek – zenei rendező
- Petr Pos – borítókép
- Vojtěch Jiřička – borítógrafika
- Luboš Svátek – fényképek